# Neurite ottica
L'infiammazione del nervo ottico è responsabile della neurite ottica, ostacolando il corretto funzionamento e compromettendo della vista fino all'ipovisione e alla cecità. L'infiammazione può portare a disagio o dolore, con alcuni individui che avvertono un dolore intenso durante il movimento degli occhi. Il processo infiammatorio richiede tempo e spesso causa un temporaneo peggioramento dei sintomi prima che si verifichi un miglioramento. Sebbene l’infiammazione sia curabile, le diverse cause della neurite ottica richiedono trattamenti su misura. Rivolgersi al medico è fondamentale per una corretta diagnosi e un trattamento adeguato, poiché diverse cause sottostanti richiedono interventi specifici. Per alcuni la neurite ottica può essere un evento una tantum, mentre altri possono manifestare più episodi, con il rischio di perdita della vista se non gestita efficacemente. La consultazione precoce con un medico è essenziale per una cura tempestiva e adeguata.

## Epidemiologia
Tutti possono contrarre la neurite ottica. In tutto il mondo le donne sono più frequentemente colpite rispetto agli uomini.  La malattia si manifesta principalmente nei giovani adulti, in un'età compresa tra 18 e 50 anni. I dati epidemiologici hanno confermato che la neurite ottica è associata a più disturbi e che la prevalenza dei sottogruppi di neurite ottica è geograficamente più eterogenea di quanto si pensasse in precedenza.

## Eziologia
Le cause sono di diversa natura; a livello sistemico (generale), la più comune risulta essere la sclerosi multipla, che causa un gonfiore del nervo ottico,; ma tra le cause sono da annoverare anche altre malattie autoimmuni e infezioni, come la tubercolosi, neuromielite ottica o la sifilide. Tuttavia, ancora oggi esistono cause sconosciute.

## Sintomatologia
I sintomi iniziali comprendono tipicamente dolore oculare o mal di testa che possono intensificarsi con i movimenti oculari. Dopo alcuni giorni, o talvolta più a lungo, potresti riscontrare una riduzione della vista nell’occhio interessato. Ciò potrebbe manifestarsi come visione offuscata, diminuzione della chiarezza visiva per colori e bassi contrasti o percezione di penombra. Se il tuo campo visivo è compromesso, potresti avere difficoltà a vedere alcune aree sopra, sotto, a destra o a sinistra quando l'occhio affetto è aperto e l'occhio sano è chiuso. In alcuni casi, il dolore e la perdita della vista si verificano contemporaneamente, mentre in altri si verifica solo un deficit visivo senza dolore. Occasionalmente, gli individui possono vedere temporaneamente colori o lampi di luce, simili a un caleidoscopio. Tipicamente, la neurite ottica colpisce solo un occhio, ma in rari casi entrambi gli occhi possono essere coinvolti contemporaneamente o in sequenza. Indolore o perdita della vista binoculare è meno comune.

## Terapia
Il trattamento è a base farmacologica: si somministrano corticosteroidi per via endovenosa. Con il trattamento, il recupero della vista è in genere più rapido rispetto a senza trattamento. Senza intervento, la progressione abituale prevede un peggioramento della vista per una o due settimane prima di segni di miglioramento.